# Іногородці
Іногородці — офіційна назва в Московському царстві, згодом в Російській імперії тих підданих, які, не будучи приписаними до козацького стану (див. Козацтво), мешкали на території козацьких військ чи то постійно, як квартиранти і домовласники, чи то тимчасово, як захожі робітники, що прибули сюди на літні заробітки. Указ імператора Олександра II від 1867 «О дозволении русским подданным невойскового сословия селиться и приобретать собственность в землях казачьих войск…» сприяв масовому припливу мігрантів на козацькі землі. Так, на Кубані 1861 іногородців зареєстровано 5243, а 1873 — вже 250 000 осіб. Згідно з переписом населення 1897, кубанське козацтво налічувало 787 194 особи, що становило 41 % всього населення Кубанської обл. Приблизно таке ж співвідношення зберігалося до 1917.
Невійськове населення козацьких земель влада поділяла на три категорії:

1) Іногородці, які мають осілість;

2) Іногородці, які не мають осілості;

3) Іногородці, які є корінними мешканцями відповідних земель.
Іногородці переважно жили в містах, а козаки — в станицях. Взаємовідносини між козаками та іногородцями були вельми складними і напруженими, останнє з усією трагічністю проявилося після Жовтневого перевороту в Петрограді 1917 та під час громадянської війни 1918–20.